# Oidraval
Der Oidraval, schottisch-gälisch: Oidreabhal, ist ein Hügel auf der schottischen Hebrideninsel Lewis and Harris.
An den Hängen des Oidraval finden sich historische Belege für Shieling-Hütten, die zur Fernweidewirtschaft genutzt wurden.

## Geographie
Der Oidraval liegt in einer dünn besiedelten Region im Osten von Lewis, dem Nordteil der Doppelinsel Lewis and Harris. Die nächstgelegenen Ortschaften sind die jeweils drei Kilometer östlich beziehungsweise nordwestlich gelegene Weiler Leurbost und Achmore. Vor seinen Flanken liegen verschiedene kleine Seen, darunter der Loch Thobhta Bridein im Osten, der Loch Nisreaval im Süden und der Loch Acha Mòr im Westen. 1,5 Kilometer südöstlich erhebt sich der 104 Meter hohe Nisreaval. Vor seiner Nordflanke verläuft die Verbindungsstraße zwischen der A859 bei Leurbost zur A858 bei Achmore.